# Hotel Vrbak

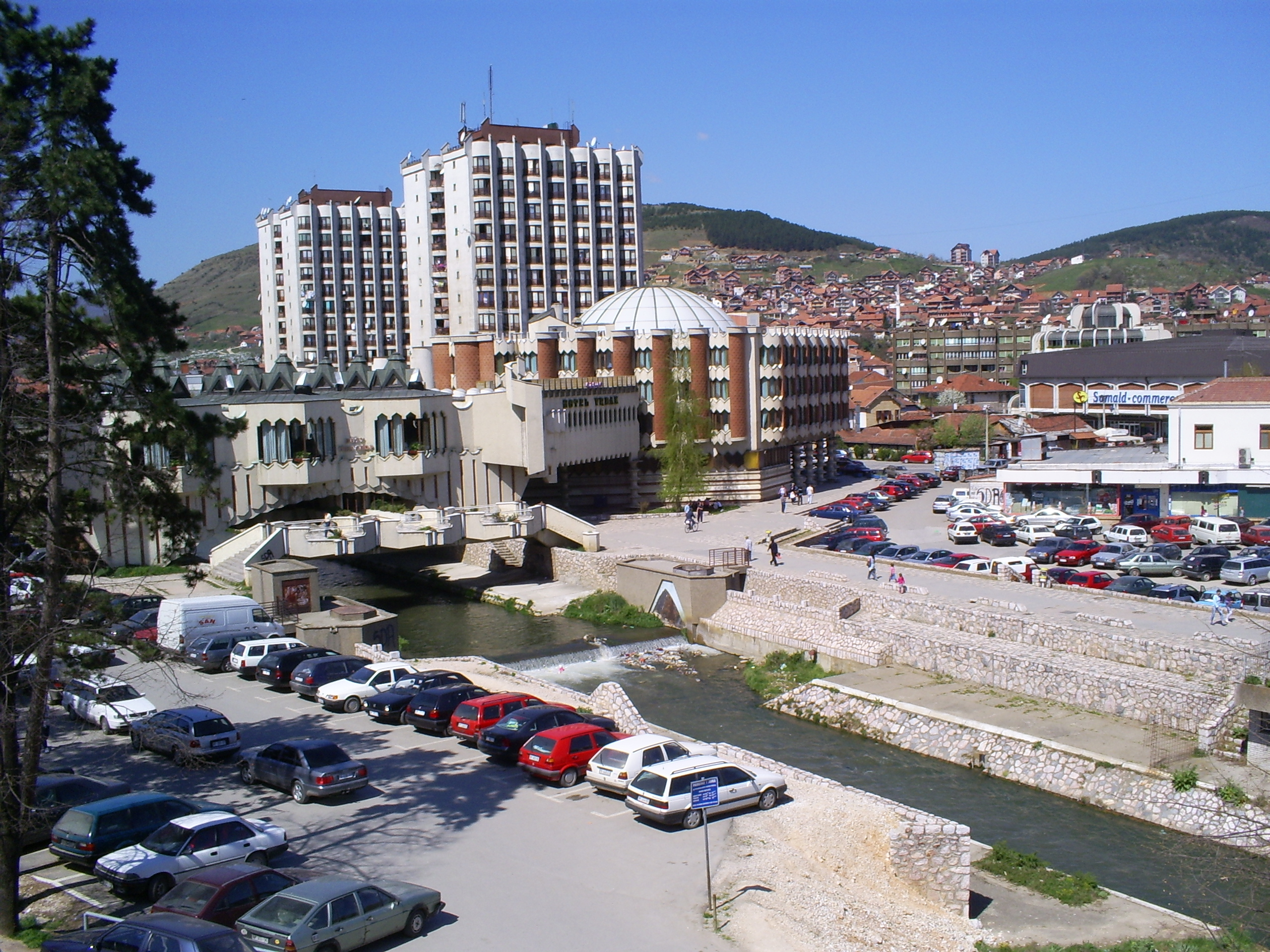
Hotel spolu s městem Novi Pazar.

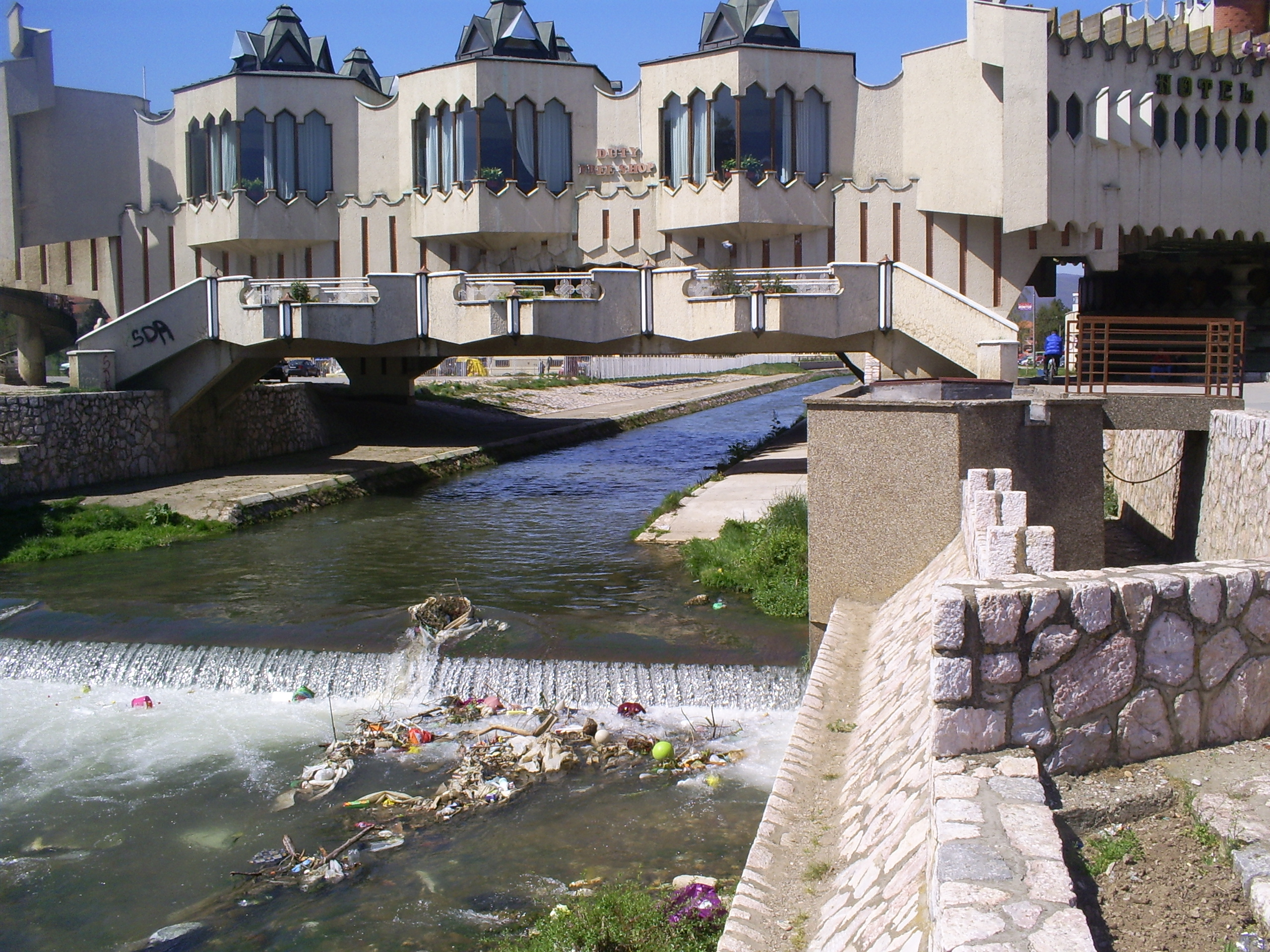
Část konstrukce hotelu vede přes řeku Raška.

Hotel Vrbak (v srbské cyrilici Хотел Врбак) se nachází ve městě Novi Pazar v srbském regionu Sandžak.

## Historie
Hotel byl vybudován v roce 1977 podle návrhu novopazarského architekta Tomislava Milanoviće. Vznikl v brutalistickém stylu s prvky orientální architektury, čímž byl zdůrazněn charakter většinově muslimského regionu Sandžak na jihozápadě Srbska.
Hotel, který byl v 70. letech pýchou a symbolem města, v průběhu let zastarával. Na počátku 21. století byl velmi zřídka obsazen hosty (v průměru měl 25% obsazenost) a srbská vláda, která jej vlastnila prostřednictvím veřejného podniku Lipa, se rozhodla pro privatizaci. Řadu let však trvalo, než se našel vhodný zájemce, který by byl ochoten hotel koupit a provozovat. K jeho prodeji nakonec došlo v roce 2009. Roku 2002 byla hodnota objektu odhadnuta na 7,5 milionů eur.
V hotelu je velký sál pro 600 návštěvníků a konferenční hala pro 150 lidí. Celková jeho plocha činí 4350 m2. Je zde 30 pokojů pro hosty.
Zajímavostí hotelu je, že jeho součástí je i most, který překonává řeku Raška.